# 杨光远 (导演)
杨光远（1930年12月—），男，原籍山东成武，生于天津，八一电影制片厂导演、摄影师，中国电影家协会理事。